# Murshid Kuli Khan
|  | Aquest article tracta sobre l'oficial i funcionari mogol. Si cerqueu el nabab de Bengala, vegeu «Murshid Quli Jafar Khan». |

Murshid Kuli Khan (? - 1658) fou un oficial i alt funcionari mogol d'origen turc. Va estar al servei d'Ali Mardan Khan, governador persa de Kandahar i quan aquesta ciutat es va rendir als mogols el 1638 va anar amb Ali Mardan a l'Índia i es va posar al servei de l'imperi. El 1639 fou nomenat diwan del Panjab i el 1641 de Multan; després va ocupar altres càrrecs administratius. El 1652 fou diwan de Balaghat i va obtenir un mansab de 1500/500; el 1656 li fou concedit el diwan de Painghat sense perdre el de Balaghat, el que de fet li concedia la recaptació dels impostos de tot el Dècan, i a més va rebre el rang de 1500/1000. Va introduir importants reformes a la recaptació del Dècan. Va acompanyar a Aurangzeb a la lluita contra Dara Shukoh i va morir en la batalla de Dharmat.